# Ульяновский государственный педагогический университет имени И. Н. Ульянова

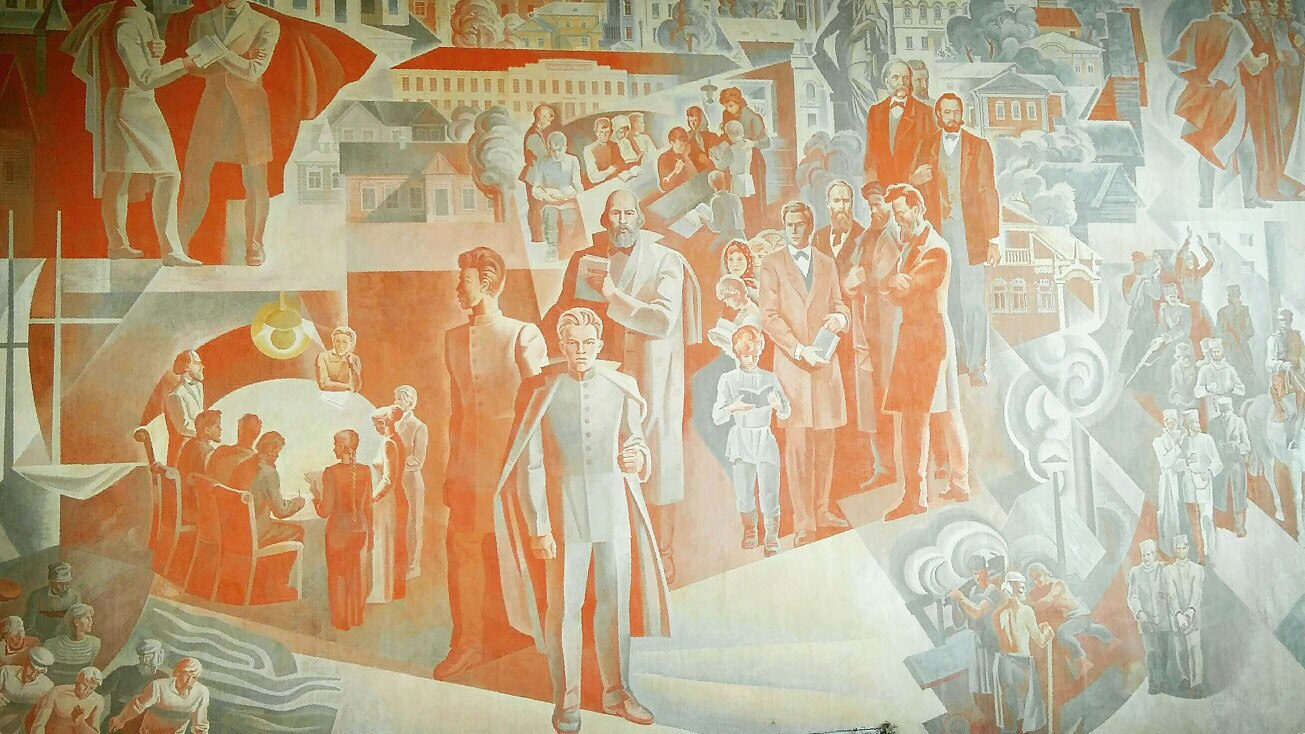
Настенная роспись-панно в главном корпусе УлГПУ имени И. Н. Ульянова (фрагмент)

Улья́новский госуда́рственный педагоги́ческий университе́т и́мени И. Н. Улья́нова — высшее учебное заведение в Ульяновске, открытое в 1932 году, включающее 25 кафедр, 8 факультетов и пять учебных корпусов.
С 1956 года носит имя российского педагога и просветителя Ильи Николаевича Ульянова.
Сокращённое название — УлГПУ. Полное официальное название — федеральное государственное бюджетное образовательное учреждение высшего образования «Ульяновский государственный педагогический университет имени И. Н. Ульянова».

## История
Ульяновский государственный педагогический университет имени И. Н. Ульянова изначально основан как институт, учреждённый в 1932 году постановлением СНК РСФСР № 289 «Об итогах осеннего приема 1931 года в профессионально-технические учебные заведения, о сети, контингентах приема и капиталовложениях в эти учреждения в 1932 году». Данный документ утвердил создание 17-и педагогических вузов.
Для учебных занятий института было предоставлено здание бывшего пансиона-приюта для детей потомственных дворян, построенное в 1903 году по проекту архитекторов А. А. Шодэ и Э. В. Спаннера. Сегодня в этом здании располагается учебный корпус факультета иностранных языков.
В штат института было принято 12 преподавателей. Из областной библиотеки в вуз поставило 2500 томов учебной и научной литературы, включая иностранную.
1 октября 1932 года состоялось торжественное собрание, посвященное открытию педагогического института. По предложению Средневолжского крайисполкома ВУЗу присвоили имя писателя М. Горького.
К 1941 году в институте было 3 факультета (физико-математический, естественно-географический и филологический), 11 кафедр, 3 учебных корпуса и столько же общежитий для студентов и преподавателей. Книжный фонд библиотеки с 2500 первоначальных томов увеличился до 45 тысяч томов. В вузе на тот момент обучалось 2500 студентов, 2/10 из которых — на дневной форме обучения, 3/10 — в учительском институте, и 5/10 — на заочном и вечернем отделениях.

### ВУЗ во времена Великой Отечественной войны
С начала Великой Отечественной войны более 250 преподавателей, сотрудников и студентов института ушли добровольцами на фронт. Оставшийся в Ульяновске трудовой коллектив мобилизовали на сельскохозяйственные работы. По решению горкома ВКП (б) и горисполкома в 1942 году здание института передали военным учреждениям.
С 1943-44 учебного года ситуация в системе образования региона стала входить в обычное русло, и институт получил первые 18 аудиторий. Обком партии поддержал ходатайство института об открытии четвертого факультета, и в октябре 1943 г. появился исторический факультет.

### ВУЗ в послевоенное время
В 1949 году был открыт факультет иностранных языков, в 1960 году факультет дошкольного воспитания, в 1971 году – факультет физической культуры и спорта. В 1948 году вышел первый выпуск «Учёных записок УГПИ». В 1950 году в институте появилась аспирантура.

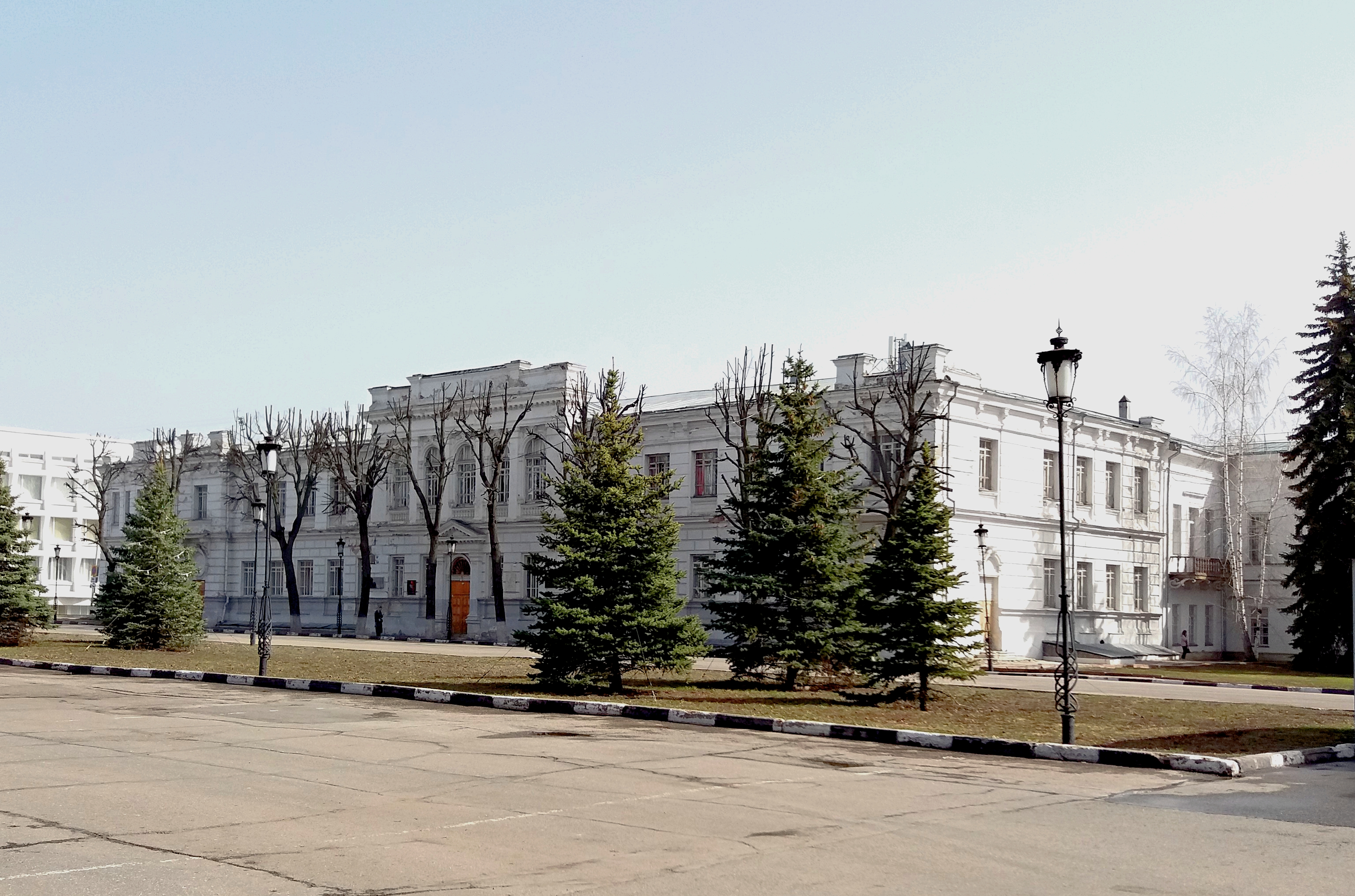
Здание факультета иностранных языков УГПУ

С 1956 года ВУЗ носит имя российского педагога и просветителя Ильи Николаевича Ульянова.
В 1957 году под руководством старшего преподавателя кафедры физики Р. М. Разника созданы планетарий и визуальная станция оптического наблюдения за искусственными спутниками Земли.
В 1957 году построен учебный корпус на ул. Корюкина.

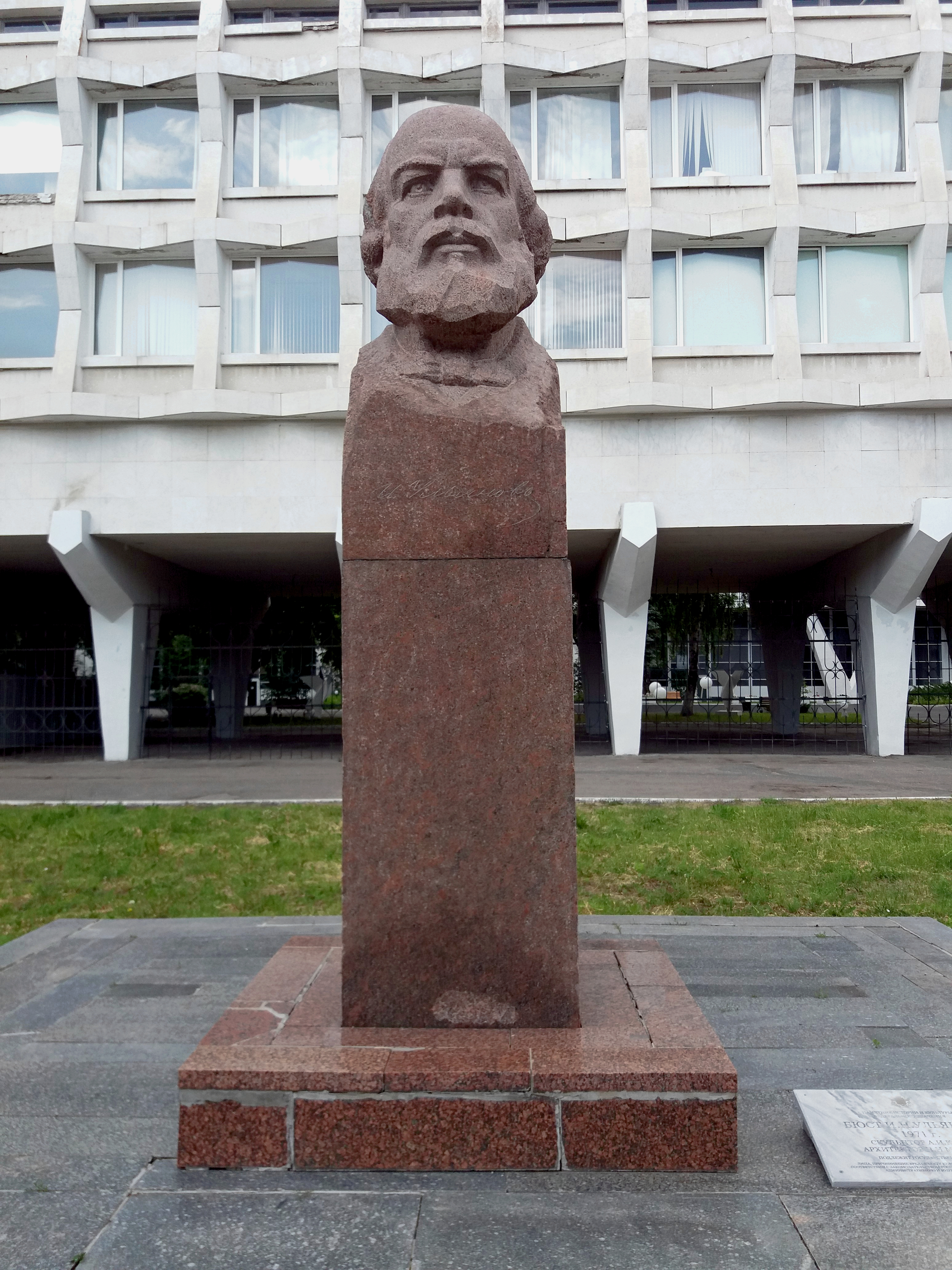
Бюст И. Н. Ульянову

В 1971 году, к 100-летию со дня рождения В. И. Ленина, в Ульяновске был открыт новый главный учебный корпус УГПИ, построенный по проекту архитектора Е. Е. Калашниковой. Перед зданием вуза был установлен Бюст И. Н. Ульянову. Авторы памятника — скульптор А. И. Клюев и архитектор Н. Н. Медведев.
В фойе главного корпуса находится настенная роспись-панно (открыта в 1974 году) «Илья Николаевич Ульянов – выдающийся просветитель и педагог». Авторы – московские художники-монументалисты: народный художник РСФСР Я. Н. Скрипков (автор мозаичных панно космонавтов в Звёздном городке и мозаичных пилонов в лагере «Артек») и заслуженный художник РСФСР Б. И. Казаков, при участии ульяновского художника, народного художника РСФСР А. В. Моторина. В росписи более двадцати исторических портретов в рост (2м, 3,5 м, 5-метровые). Это портреты казнённых декабристов, Александр и Владимир Ульяновы, Пушкин, Языков, Некрасов, Чернышевский, Добролюбов, Гончаров, Минаев, Садовников, Репин, ученики и соратники И. Н. Ульянова — педагоги Яковлев, Калашников, Кашкадамова и другие. Сегодня роспись по праву может считаться памятником советской монументальной живописи.
В 1975 году организована первая фольклорно-этнографическая экспедиция под руководством М. П. Чередниковой, положившая начало создания архива русской традиционной культуры и фольклора.
19 мая 1982 году за подготовку и воспитание педагогических кадров УлГПИ имени И. Н. Ульянова был награждён орденом «Знак Почёта».
В 1988 году состоялись первые в истории вуза выборы ректора, в которых победил Ю. А. Грушевский.
В 1988 году студенты историко-филологического факультета выступили с инициативой создания общероссийского памятника жертвам политических репрессий.
В 1989 году введены в эксплуатацию комплекс студенческих общежитий на 1300 мест и студенческая столовая.
В 1993 году был создан Гуманитарный центр по реабилитации инвалидов-колясочников.
В июне 1994 года Ульяновский государственный педагогический институт получил статус университета.
В 2002 году был открыт юридический факультет.
В 2005 году научный гербарий УлГПУ был зарегистрирован в базе ведущих научных гербариев мира.

## УлГПУ сегодня
Сегодня в вузе на 7 основных факультетах обучается 7161 студент (по данным от 1 октября 2020), из которых более 3600 — на очной форме обучения, и 128 аспирантов в пяти учебных корпусах. Здесь же ежегодно проходят профессиональную переподготовку и повышение квалификации более 6000 работников образования и социальной сферы Ульяновской области.
С 2015 года УлГПУ реализует программу создания на своей базе единого научно-образовательного комплекса непрерывного педагогического образования, в состав которого входят:
- Бассейн УлГПУ «Буревестник»детский сад «У-Знайки»;

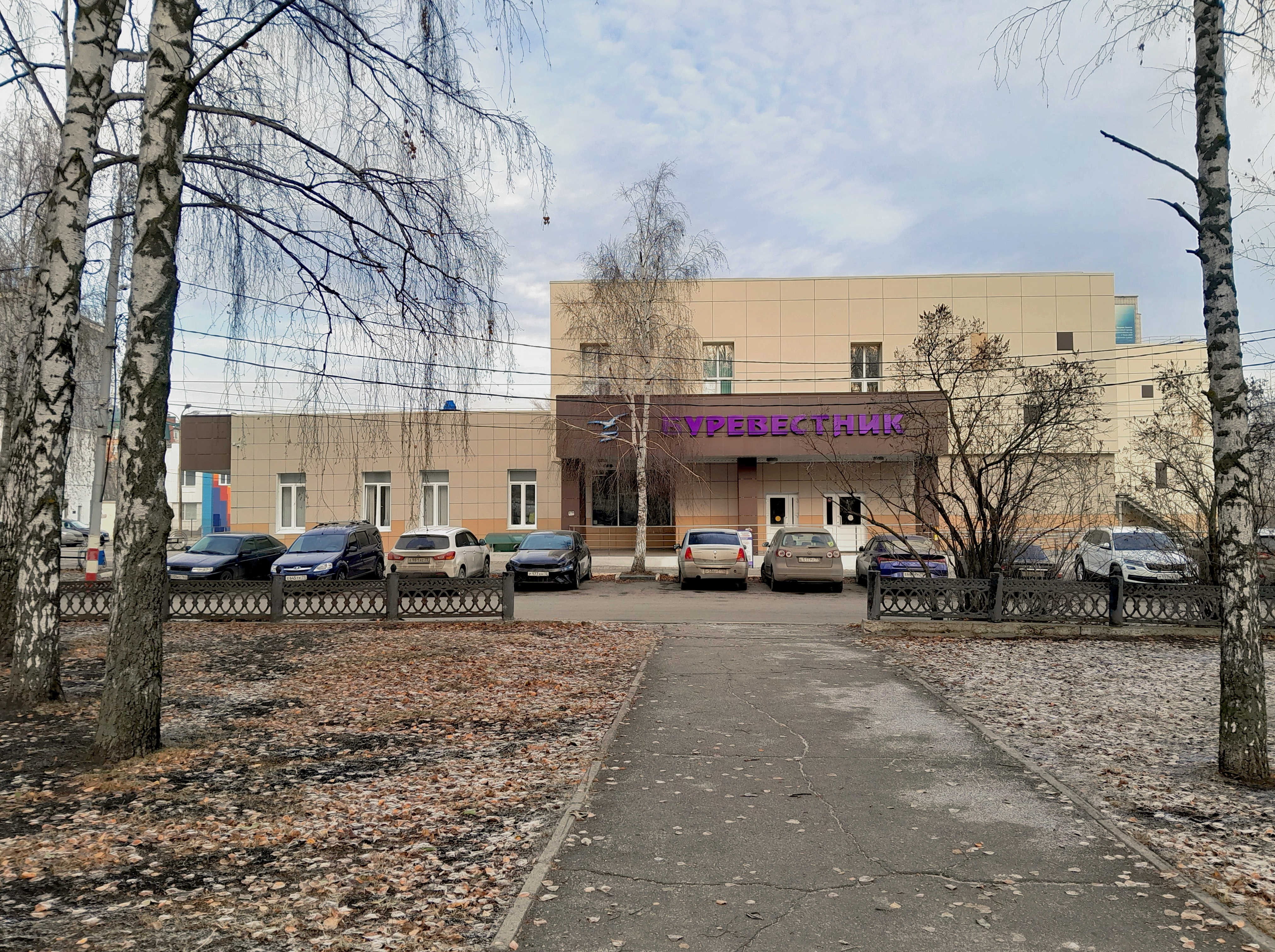
Бассейн УлГПУ «Буревестник»

- 15 Малых Академий дополнительного образования для подростков и молодежи;
- лицей УлГПУ (шесть профильных 10-11 классов, обучающихся непосредственно в вузе);
- базовая школа - Губернаторский лицей № 101 имени Ю. И. Латышева при УлГПУ;
- распределенный лицей (30 образовательных организаций, 1100 старшеклассников Ульяновской области и Республики Татарстан);
- сам университет;
- факультет образовательных технологий и непрерывного образования (на базе присоединенного к вузу Института повышения квалификации работников образования Ульяновской области).

В инфраструктуре университета также есть научная библиотека, общежитие, кино-концертный зал, медиацентр, легкоатлетический манеж, физкультурно-оздоровительный комплекс с плавательным бассейном «Буревестник», зимний сад и летний спортивно-оздоровительный лагерь «Юность».
УлГПУ — участник программы развития пилотных инновационных территориальных кластеров субъектов РФ (Центра развития ядерного инновационного кластера г. Димитровграда), Суперкомпьютерного консорциума университетов России, Национальной суперкомпьютерной технологической платформы и технологической платформы «Медицина будущего».

### Факультеты
В УлГПУ есть следующие факультеты:

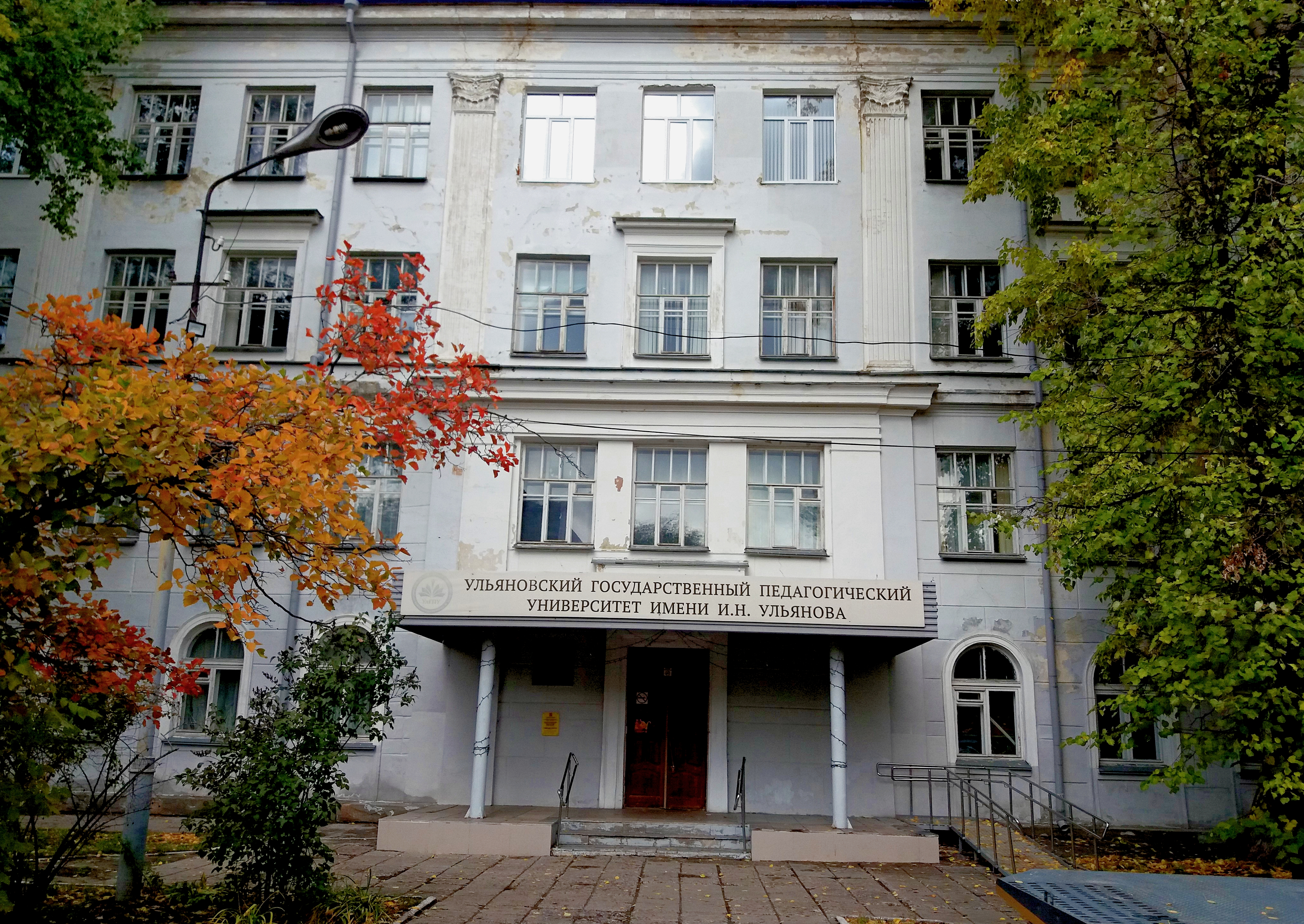
Факультет педагогики и психологии УГПУ

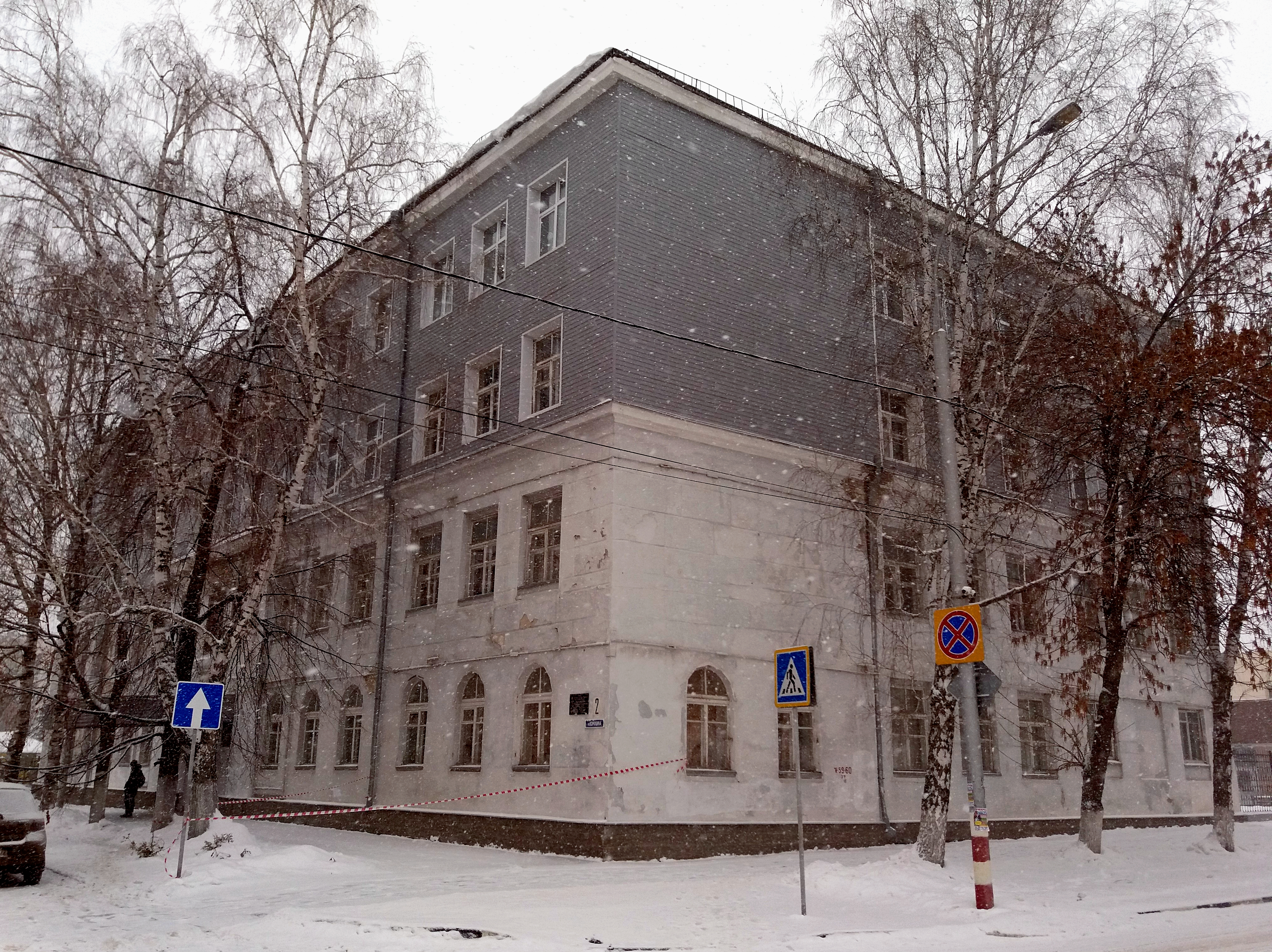
Учебный корпус № 2 УлГПУ

- Естественно-географический факультет
- Историко-филологический факультет
- Факультет иностранных языков
- Факультет образовательных технологий и непрерывного образования
- Факультет педагогики и психологии
- Факультет права, экономики и управления
- Факультет физико-математического и технологического образования
- Факультет физической культуры и спорта

### Научные подразделения

Центр образования науки и культуры «Форум» УГПУ и детский сад «У-Знайки»

- научно-исследовательский центр фундаментальных и прикладных проблем биоэкологии и биотехнологий;
- лаборатория математического моделирования;
- международная кафедра ЮНЕСКО «Титульные языки в межкультурном образовательном пространстве»;
- Французский ресурсный центр;
- лаборатория гравитации, космологии и астрофизики;
- лаборатория психофизиологии и психодиагностики;
- археологическая лаборатория;
- научно-исследовательский центр «Карамзинская лаборатория»;
- научно-образовательный центр «Традиционная культура и фольклор Ульяновского Поволжья» имени Д. Н. Садовникова;
- научно-образовательный центр спортивно-оздоровительных инноваций;
- Центр образования науки и культуры «Форум» УГПУ;
- научно-образовательный центр — детский сад «У-Знайки».

## Научная деятельность университета
Сотрудники научно-исследовательского центра фундаментальных и прикладных проблем биоэкологии и биотехнологии создали технологию синтезирования искусственной человеческой кожи. Речь идет о так называемых тканеинженерных конструкциях эквивалентов кожи, которые могут уже сейчас применяться для лечения повреждений кожного покрова, например, после ожогов, механических травм, трофических язв, а также использоваться в косметологии.
Ученые УлГПУ разработали систему по ранней диагностике меланомы, которую используют в российских клиниках. Мультиплексные диагностические тест-системы позволяют проводить одномоментный анализ молекулярно-генетического статуса пациента по маркерам в ткани и в периферической крови. В пределах одной тест-системы можно использовать несколько методов детекции. Диагностический набор является первым на отечественном рынке и одним из немногих в мире.

## Музеи университета

### Музей истории УлГПУ
Музей существует с 1982 года. В создании музея и комплектовании его фондов приняли участие ведущие преподаватели и сотрудники университета: Н. А. Кузьминский, М. А. Гнутов, С. Л. Сытин, И. Д. Орлов, С.А. и И. А. Стеценко, А. А. Бирнбаум и др.
К 80-летию вуза, празднование которого состоялось в октябре 2012 года, был проведен ремонт музейного помещения и открыта новая экспозиция. В создании новой экспозиции приняли участие студенты-музееведы под руководством зав. кафедры культурологии и музееведения Т. В. Никитенко и старшего преподавателя Н. В. Шинкаровой.
В 2015 году музей переехал в новое пространство, расположенное в ректорской рекреации на 2 этаже главного корпуса университета. Организатором реэкспозици стала заведующая кафедрой культурологии и музееведения А. Ю. Тихонова. Главным исполнителем третьей реэкспозиции выступила ассистент кафедры культурологии и музееведения Л. М. Ильина вместе со студентами-музееведами. В музее истории УлГПУ им. И. Н. Ульянова появились новые экспозиции «И. Н. Ульянов» и «Научные школы УлГПУ». Была оформлена интерактивная карта с указанием школ, в которых бывал и которые открывал И. Н. Ульянов, появился интерактивный киоск.
Музей истории университета им. И. Н. Ульянова представлен несколькими разделами: «Рождение вуза. Война», «Вместе со всей страной», «Выдающиеся ученые», «Новый корпус. УлГПУ», «УлГПУ им. И. Н. Ульянова сегодня», «И. Н. Ульянов», «Научные школы УлГПУ».
Сегодня музей истории УлГПУ им. И. Н. Ульянова является центром по прохождению экскурсионной практики на кафедре культурологии и музееведения.

### Зоологический музей
Зоологический музей естественно-географического факультета имени Г. Г. Штехера был основан в 1933 году. Его основание связано с именем первого заведующего кафедрой зоологии Г. Г. Штехера (1891—1970), выпускника МГУ, ученика зоологов С. И. Огнева и А. Н. Форомозова.
В послевоенное время экспозиции музея обновлялись дважды (1959 и 1971 г.г.) в связи с переездами в новые здания и пополнением новыми экспонатами, особенно по профилю двух научных школ кафедры зоологии — энтомологической (руководитель А. А. Любищев: 1890—1972) и ихтиологической (руководитель С. С. Гайниев: 1915—1988). В 1972 году был создан второй отдел зоологического музея — отдел беспозвоночных. Музей был зарегистрирован в общем списке естественно-исторических музеев вузов страны.
С 1956 по 1998 г.г. музей курировала на общественных началах и по своей инициативе старший преподаватель кафедры зоологии Л. А. Грюкова. С 2005 года музеем руководит Ф. Т. Алеев.
Энтомологический отдел обогатил В. В. Золотухин коллекцией бабочек и беспозвоночными животными.

## Рейтинги
В 2017 году МИА «Россия сегодня» опубликовало рейтинг востребованности российских университетов, где УлГПУ занял 5 место среди лучших гуманитарных вузов страны. Рейтинг
Согласно национальному рейтингу университетов, составленному НИА Интерфакс, УлГПУ в 2019 году занимал второе место среди вузов Ульяновской области и 245—249 среди вузов России.
Министерство науки и высшего образования Российской Федерации в 2019 году поместило УлГПУ на 24 строчку среди вузов страны в рейтинге качества управления финансами.

## УлГПУ в филателии
- ХМК СССР, 1975. Ульяновск. Педагогический институт имени И. Н. Ульянова[10]
- ХМК СССР, 1981. Ульяновск. Педагогический институт имени И. Н. Ульянова
- ХМК СССР, 1983. Ульяновск. Педагогический институт им. И. Н. Ульянова
- ХМК РФ, 2006. Ульяновск. Памятник педагогу-просветителю И. Н. Ульянову

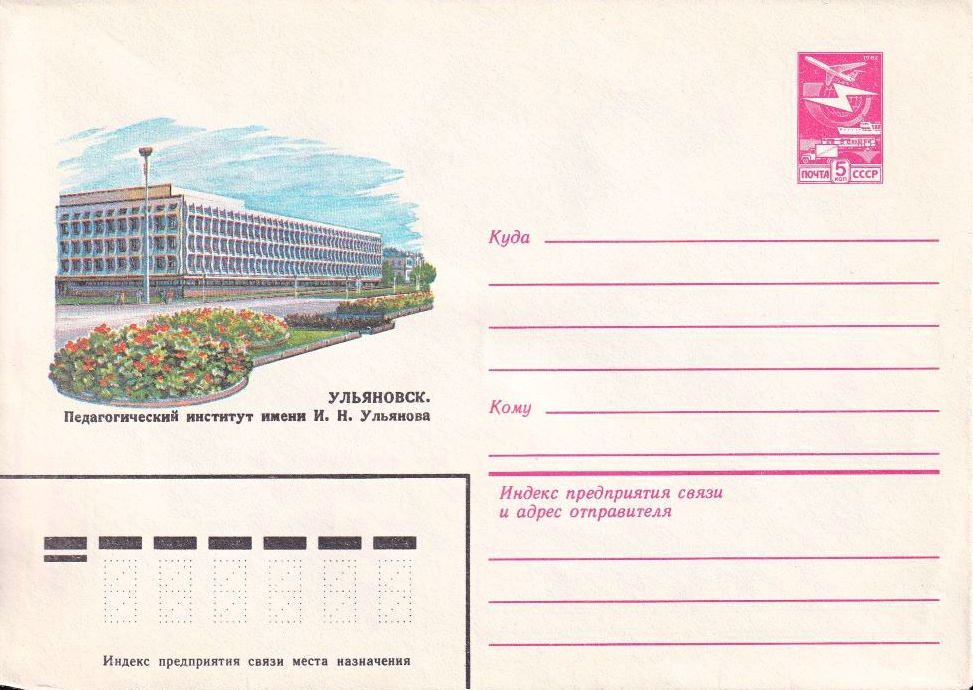
ХМК СССР, 1983. Ульяновск. Педагогический институт им. И. Н. Ульянова.
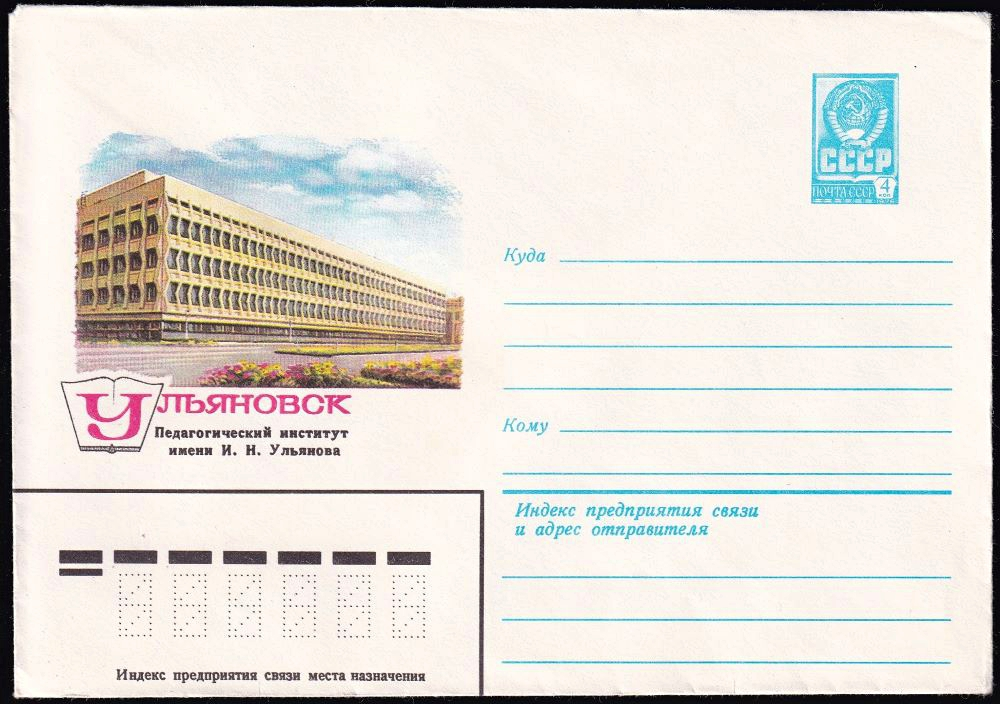
ХМК СССР, 1981. Ульяновск. Педагогический институт имени И. Н. Ульянова.
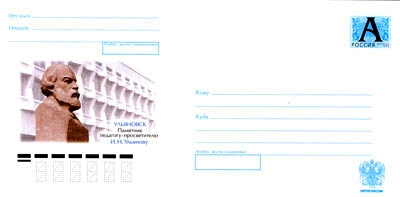
ХМК РФ, 2006. Ульяновск. Памятник педагогу-просветителю И. Н. Ульянову.
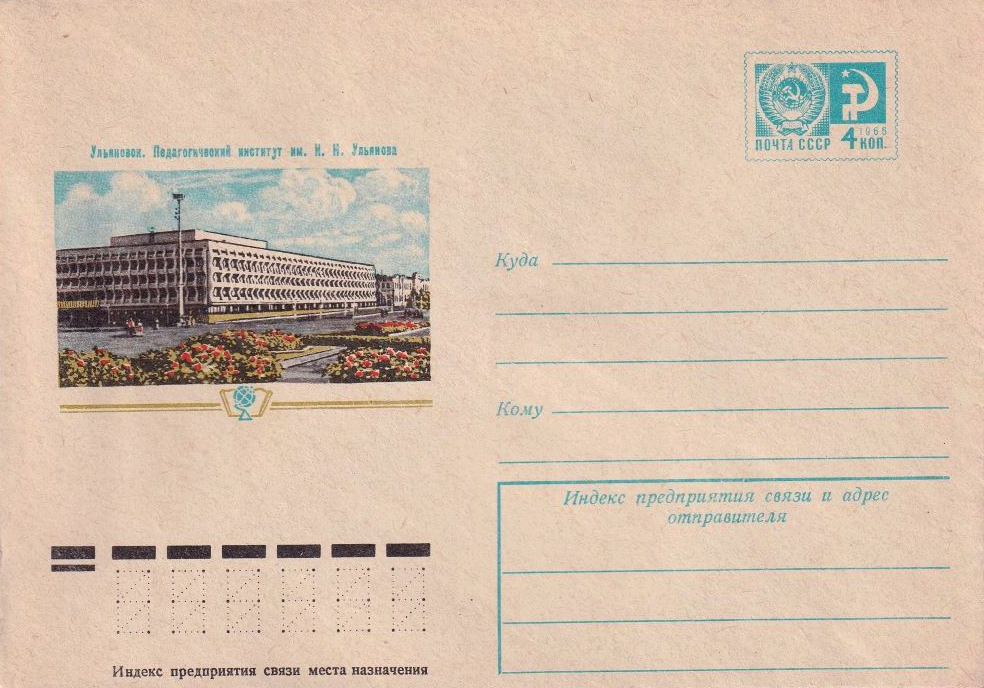
ХМК СССР, 1975. Ульяновск. Педагогический институт имени И. Н. Ульянова.